# Osynligt handikapp

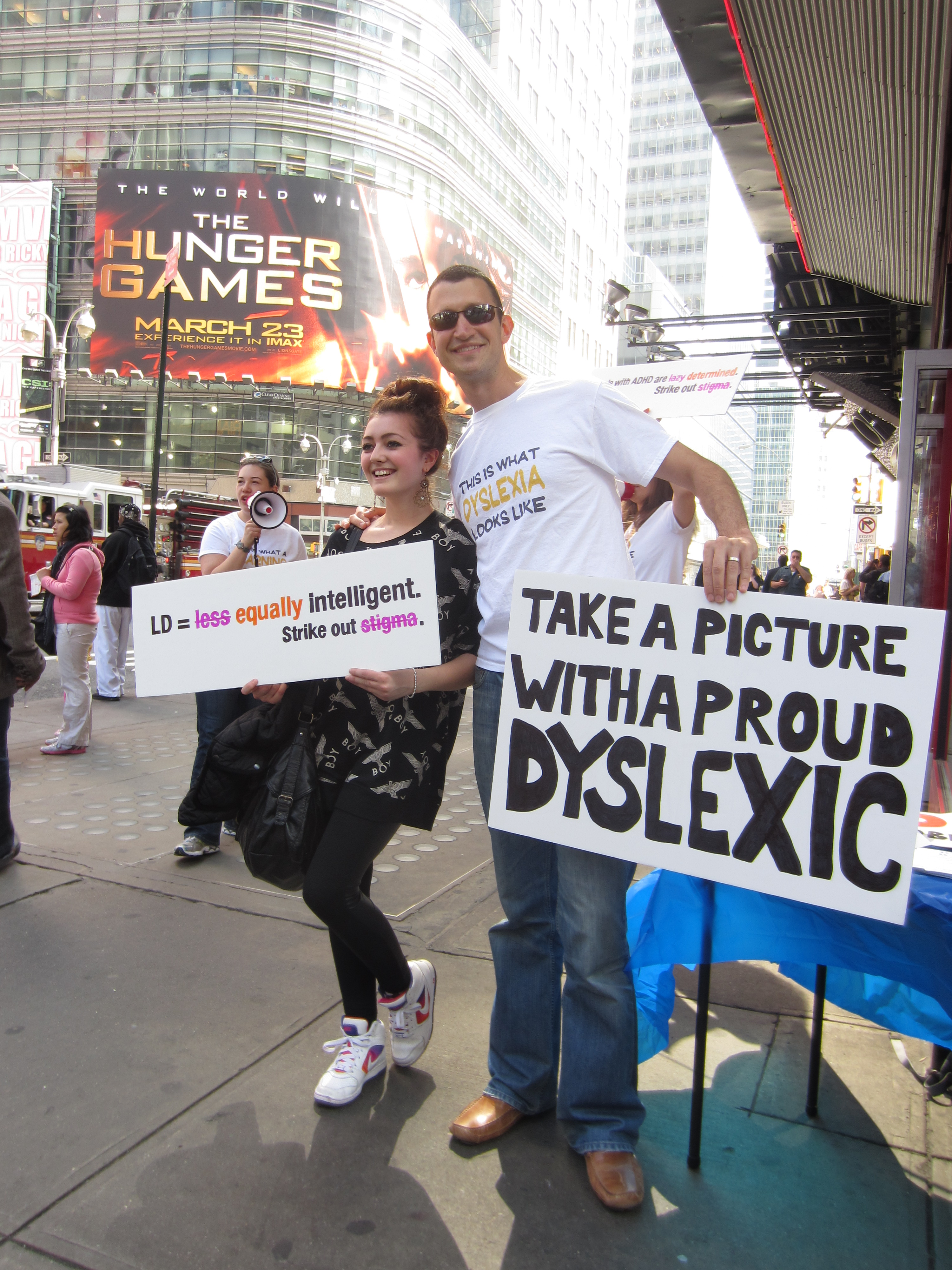
Bild på en man som har ett plakat med texten "Take a picture with a proud Dyslexic". (Ta en bild med en stolt dyslektiker.)

Ett osynligt handikapp är en funktionsnedsättning som inte alltid är omedelbart uppenbar för flyktig betraktare. Handikappet är inte synligt för blotta ögat. Det finns en mängd olika sjukdomar som kan ge ett handikapp både fysiskt och psykiskt som vi inte kan se med ögat. Det skiljs från kroniska sjukdomar, som inte behöver innebära funktionsnedsättning.